# Kim Gukthe
Kim Gukthe (Kuk-tae) (koreaiul: 김국태, kínai írásjegyekkel: 金國泰) (Szongdzsin (Songjin), 1924. augusztus 27. – Phenjan, 2013. december 13.) észak-koreai politikus és párttitkár volt.

## Pályafutása
Kim a japán megszállás alatt álló Koreában született, Kim Cshek (Chaek) legidősebb fiaként. Apja Észak-Korea egyik leghíresebb tábornoka lett később, de már fiatalkora óta Kim Ir Szennel szolgált északkelet-Kínában, a 88. mesterlövész hadosztályban, a második világháború alatt. Apja a koreai háborúban hősi halált halt, ezért szülővárosát, Szongdzsin (Songjin)t, ahonnan apja is származott, apja tiszteletére Kim Cshek (Chaek)-városnak nevezték el. Ma Kim Cshek (Chaek)-város az Észak-Hamgjong tartományban található.
A fiatal Kim Gukthe (Kuk-tae) Észak-Korea legnagyobb presztízsű iskoláiba jelentkezett, köztük a Mangjongde (Mangyongdae) Forradalmi Iskolába és a Kim Ir Szen Egyetemre is. Később a Szovjetunióban is tanult. A Koreai Munkapártban 1947-ben kezdett el dolgozni, a helyi pártképviselet oktatójaként.
1963-ban kinevezték tábornoknak, a Koreai Néphadsereg politikai irodájában dolgozott 1968-ig, ahol Kim Ir Szen hatalmát szilárdította meg a hadsereg felett.
1968-ban megválasztották a Központi Pártbizottság melléktagjává (az 5. pártkongresszuson, 1970-ben léptették elő teljes jogú taggá) és az agitációs propagandarészleg igazgatójává is, ahol Kim Dzsongil (김정일, Kim Jong-il) munkatársa volt. Ahogy a propaganda részleg a jövőbeli vezető irányítása alá került, Kim Gukthe (Kuk-tae) át lett helyezve a kulturális részlegre 1971-ben, majd a Kim Ir Szen Pártfőiskola elnökévé 1976-ban.
Látszólag aztán kegyvesztetté vált, és Észak-Korea etiópiai nagykövete lett.
1980-ban visszahívták Észak-Koreába, hogy intézze a 6. pártkongresszus előkészületeit. 1982-ben meg is kapta a Kim Ir Szen-érdemrendet. Ismét elő lett léptetve számos pozícióba, köztük a propagandarészleg (1983–1984), az oktatási részleg (1984–1985) és a káderek részlegének (1985–1990) igazgatójává, továbbá a Pártfőiskola elnökévé is (1990–1992).
1993-ban Kim ki lett nevezve a pártkáderek részlegének titkárává, magas privilégiummal rendelkező rangot kapott, így Kim Dzsongil (Kim Jong-il) közeli emberének tulajdonították.
Szolgált még az értékelőbizottság elnökeként, és a Legfelsőbb Népi Tanácsban is, kétszer (1998–2003, és 2009–2013).
Ő maga 1967 óta volt képviselő. 2010-ben át lett helyezve a Koreai Munkapárt Központi Irányító Bizottságának és a Politikai Iroda elnökévé is. Habár a 7. volt a listán Kim Dzsongil (Kim Jong-il) temetésének megszervezésében 2011 decemberében, Kim Dzsongun (김정은, Kim Jong-un) uralma alatt ritkán mutatkozott, 2012 nyarán pedig végleg eltűnt a nyilvánosság elől.
2013. december 13-án szívelégtelenségben hunyt el fél évszázados pályafutása után, és Phenjanban, a Hazafias Mártírok Temetőjében helyezték örök nyugalomra.
Kim Gukthe (Kuk-tae) magas intelligenciával rendelkezett, szerény volt, és szeretett távol maradni a nyilvánosságtól. Szívproblémái az 1980-as években kezdődtek, és gyógykezelést kapott számos európai országban, továbbá Kínában és az Amerikai Egyesült Államokban is.
Házasságából három gyermeke született, mindegyik a karhatalomban dolgozik. Lánya, Kim Mungjong (김문경, Kim Mun-gyong) a párt nemzetközi osztályának képviselője. Veje, Ri Hungsik (리흥식, Ri Hung-sik) a külügyminisztérium igazgatója.

## Fordítás
- Ez a szócikk részben vagy egészben  a   Kim Kuk-tae című angol Wikipédia-szócikk fordításán alapul.  Az eredeti cikk szerkesztőit annak laptörténete sorolja fel. Ez a jelzés csupán a megfogalmazás eredetét és a szerzői jogokat jelzi, nem szolgál a cikkben szereplő információk forrásmegjelöléseként.
- Ez a szócikk részben vagy egészben  a(z)   김국태 című koreai Wikipédia-szócikk fordításán alapul.  Az eredeti cikk szerkesztőit annak laptörténete sorolja fel. Ez a jelzés csupán a megfogalmazás eredetét és a szerzői jogokat jelzi, nem szolgál a cikkben szereplő információk forrásmegjelöléseként.